# Quick Millions
Quick Millions är en amerikansk långfilm från 1931 i regi av Rowland Brown, med Spencer Tracy, Marguerite Churchill, Sally Eilers och Bob Burns i rollerna.

## Handling
Truckföraren 'Bugs' Raymond (Spencer Tracy) vill bli rik. Han börjar samarbeta med Nails Markey (Warner Richmond) som tillsammans med sin far äger över 200 lastbilar. Mellan 1925 och 1931 lyckas de kontroll över alla lastbilar i staden med diverse maffiafasoner. Bugs börjar tröttna på sin älskarinna Daisy de Lisle (Sally Eilers) och faller istället för den mer propra damen Dorothy Stone (Marguerite Churchill). Han försöker etablera sig inom mer ärliga affärsverksamheter och börjar tillbringa mycket mer tid med Dorothy. Nails bestämmer sig då för att ta över gänget och börja organisera attacker mot livsmedelsindustrin, och i slutänden även mord. Spåren leder snart tillbaka till Bugs.

## Rollista
| Spencer Tracy        | – Daniel J. 'Bugs' Raymond |
| Marguerite Churchill | – Dorothy Stone            |
| Sally Eilers         | – Daisy De Lisle           |
| Bob Burns            | – 'Arkansas' Smith         |
| John Wray            | – Kenneth Stone            |
| Warner Richmond      | – 'Nails' Markey           |
| George Raft          | – Jimmy Kirk               |
| John Swor            | – Contractor               |
| Leon Ames            | – Hood                     |

## Produktion
Den första film som regisserades av Rowland Brown och debutfilm för Leon Ames (i en liten roll).